# Gershwinia thailandensis
Gershwinia thailandensis — вид отруйних медуз родини Carukiidae класу кубомедуз (Cubozoa). Описаний у 2023 році. Поширений в Андаманському морі та Сіамській затоці.

## Назва
Рід Gershwinia названо на честь австралійської зоологині Лізи-Енн Гершвін на знак її великого внеску в таксономію медузозоїв. Видова назва thailandensis вказує на поширення виду вздовж узбережжя Таїланду.

## Опис
Зразки характеризуються кубоподібною дзвониковою формою, відсутністю шлункових фацел; педальний вигин у формі вулкана, широкий педальний канал, де він з'єднується, сплощене щупальце; внутрішній кіль сильно закруглений. Остій ропаліарної ніші у формі нахмуреної форми та наявність ропаліарних рогів свідчать про те, що найбільш підходящим є член родини Carukiidae, але крім того, він відрізняється від описаних на даний момент родів. Молекулярний аналіз контекстуалізації цих зразків із зразками інших родів у цій сім'ї узгоджується з доказами морфологічних ознак, які свідчать про відмінність лінії.